# Zastava Antigve i Barbude
Zastava Antigve i Barbude prihvaćena je 27. veljače 1967. Dizajnirao ju je učitelj Reginald Samuels. Sunce simbolizira dolazak novog doba. Boje imaju različita značenja: crna predstavlja afričke pretke ovog naroda, plava nadu, a crvena energiju. Žuta, plava i bijela boja također simboliziraju sunce, more i pijesak.
Pomorska zastava, koji koristi samo obalna straža, sastoji se od bijelog polja, crvenog križa i državne zastave u gornjem lijevom uglu.